# George Lambert (malarz angielski)

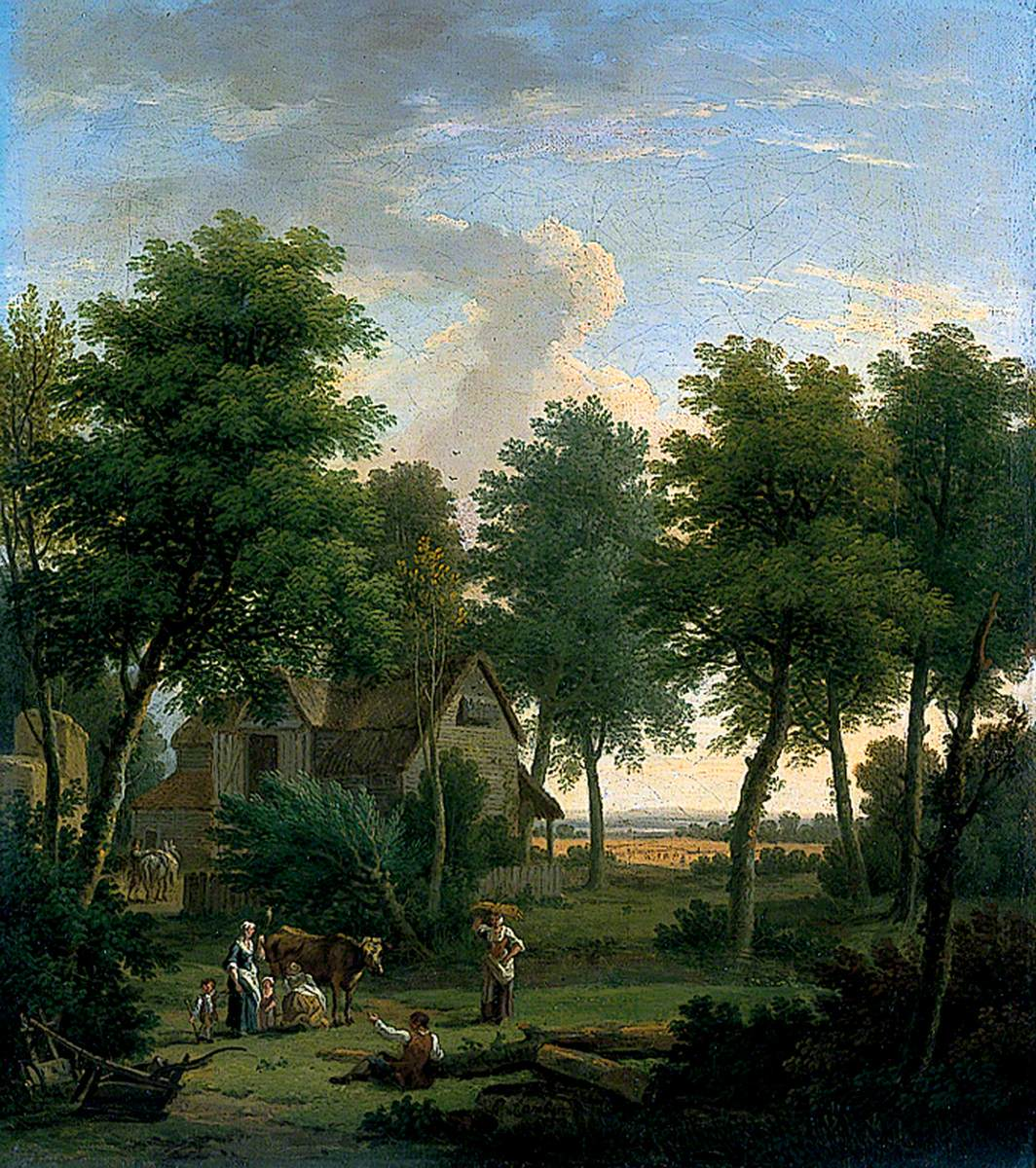
Scena pastoralna z chłopska rodziną, 1753

George Lambert (ur. 1700 w hrabstwie Kent, zm. 30 listopada 1765 w Londynie) – malarz pejzażysta, uważany za najwybitniejszego przedstawiciela angielskiego malarstwa krajobrazowego pierwszej połowy XVIII wieku.
Był uczniem Johna Woottona i Warnera Hassellsa, od których nauczył się zasad komponowania krajobrazu. Na jego twórczość wpływ mieli m.in. Gaspard Dughet i Salvator Rosa. Obok krajobrazu idealnego artysta tworzył przedstawienia realistyczne, odznaczające się topograficzną dokładnością, zwykle sięgał po tematykę wiejską i pastoralną. Do malowania sztafażu najczęściej zatrudniał innych malarzy, według tradycji jednym z nich był przyjaciel malarza William Hogarth. Znanym współpracownikiem artysty był też marynista Samuel Scott, który malował dla niego sylwetki okrętów.
George Lambert był członkiem Royal Academy of Arts i Society of Artists of Great Britain. Największe zbiory jego prac posiada Tate Gallery w Londynie. Malarz miał kilku uczniów wśród których byli John Inigo Richards (1731–1810) i John Collett (1725–1780).